# Melamphaes simus
Melamphaes simus — вид беріксоподібних риб родини меламфаєвих (Melamphaidae). Широко поширений у тропічних та помірних водах океанів. Це морський, батипелагічний вид, що мешкає на глибині до 800 м. Тіло завдовжки 2-2,9 см.